# Béisbol en Brasil
El Beisbol fue llevado a  'Brasil' , de 1850, por estadounidenses que trabajaban para empresas como Light, Companhia Telefónica, Frigorífico Armour y empleados del cuerpo diplomático de Estados Unidos en Río de Janeiro. Durante muchas décadas el deporte fue fomentado y practicado por la colonia japonesa, principalmente en los estados de São Paulo, Paraná y Mato Grosso. A pesar del pasado estigma del deporte cerrado solo a los miembros de la colonia, hoy es un deporte en plena expansión en el territorio nacional para cualquier practicante nuevo y que esté interesado en aprender. Los clubes repartidos por Brasil están abiertos a nuevos atletas.

## Historia

### Breve historia del béisbol

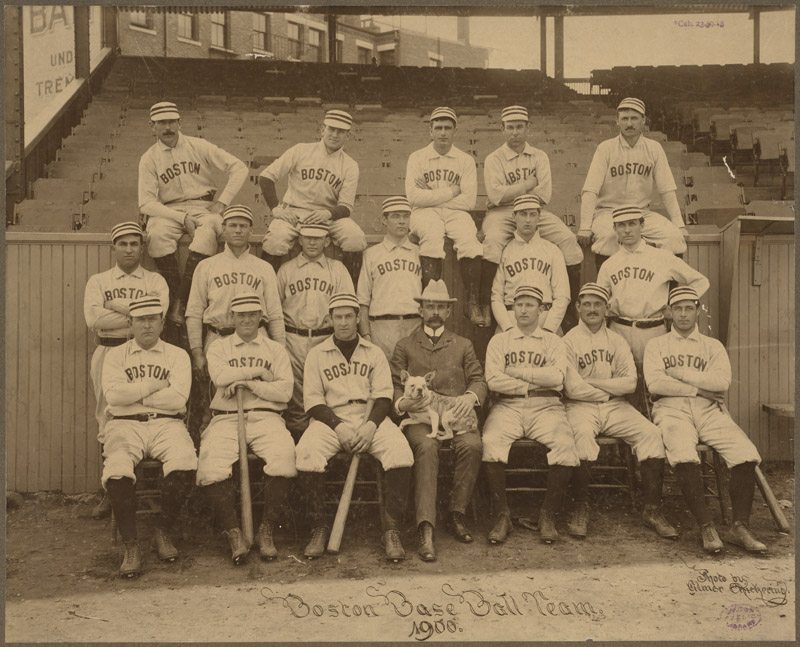
Equipo estadounidense en 1900. Los trabajadores estadounidenses expatriados difunden el deporte en todo el mundo.

El béisbol es un deporte estadounidense y tiene sus raíces en Inglaterra, que se originó en el cricket o su juego hermano, el English Rounders, antes de 1700. Sus orígenes se acreditan a Abner Doubleday, en Cooperstown - NY, cien años después. Después de un análisis histórico, se encontró que el verdadero padre del béisbol fue Alexander Cartwright, creador de sus reglas, que siguen vigentes en la actualidad. Los estudios apuntan a los pioneros como niños norteamericanos que jugaban en las calles con pelotas de cricket y bates en forma de murciélago, usando dos estacas de 1,25 metros de alto como "base" y besándose cuando el bateador era golpeado por la pelota lanzada por un defensor. No hay una fecha precisa, pero este hecho debió ocurrir entre 1.800 y 1.835, marcando el inicio de este deporte.
En 1846, se redactaron las reglas que regían el deporte: nueve jugadores "regulares" por equipo y las cuatro bases para pasar. Pero hasta 1857, el juego se limitó a 21 puntos, cambiando a 9 entradas. Un año después nació la primera liga organizada, la Asociación Nacional de Jugadores de Béisbol. El profesionalismo nació en 1870 y ayudó mucho en la difusión del deporte. Por lo tanto, la liga cambió su nombre por el de Liga Nacional de Clubes de Balones de Base Profesionales. Después de 1901, la Liga Americana se declaró a sí misma como una liga más grande, que abarcaría a los campeones de la Liga Americana y Nacional. En 1933 se creó el All Star Game. El documental "Baseball"de Ken Burns es una gran referencia sobre la cronología del deporte.

### Primeros años en Brasil: el origen
Según los archivos de la Biblioteca Nacional, uno de los primeros registros oficiales de un partido de béisbol en Brasil fue elaborado por el diario The Rio News, con fecha de 1897. En esta nota el diario menciona un partido jugado en el campo de cricket entre el "Pie Eaters "de Carston versus los" Tart Raiders "de Candido, en Río de Janeiro . Al año siguiente, en 1898, el mismo periódico anunció la invitación de un diplomático estadounidense, el Sr. F. Harvey, al Rio Cricket and Athletic Club para un juego entre ingleses y estadounidenses. De ahí nacería una sana rivalidad
La primera mención del periódico de un juego de béisbol en la ciudad de São Paulo ocurre en 1899 en el São Paulo Athletic Club. Considerado el padre del béisbol organizado en Brasil, Augustus Farnham Shaw junto a su amigo Charles Miller, considerado el padre del fútbol en el país
La Universidad Presbiteriana y
American College Mackenzie todavía representa el béisbol con mucha fuerza hoy
en la escena deportiva brasileña, honrando su papel de fundadora y guardiana no
sólo fútbol (Charles Muller jugó el primer partido allí) y baloncesto como
también béisbol. Los informes dicen que los juegos organizados por "Mackenzie College" en 1910 atrajeron a más público que los juegos de Fútbol. Varios equipos de béisbol surgieron entre los años 1900 y 1911, todos vinculados a asociaciones de empleados de empresas estadounidenses. En los años 1903 a 1910 hubo una liga de aficionados dirigida por un empleado de la compañía telefónica.

### Años 10 a 20: Influencia japonesa

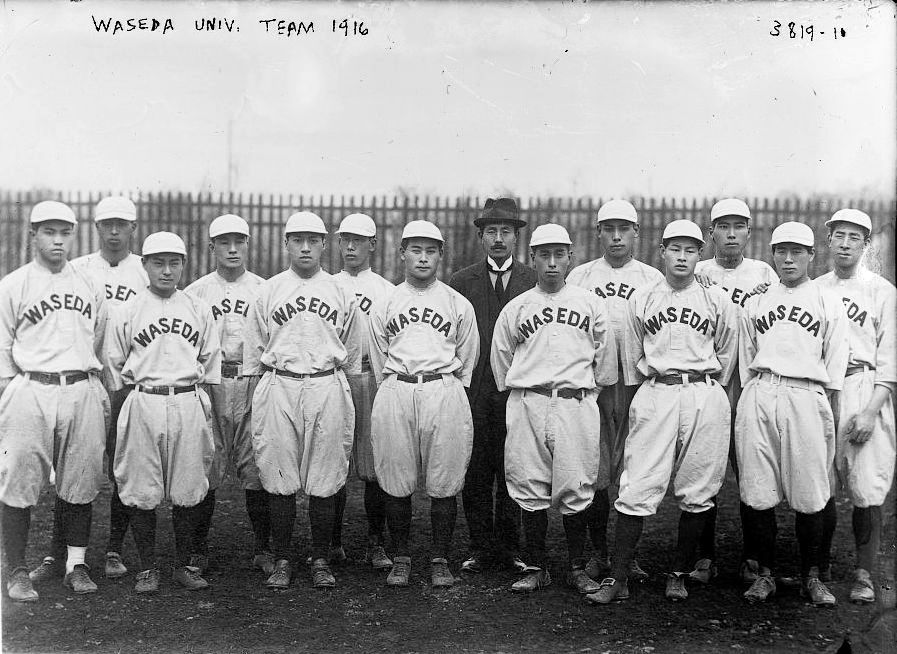
Universidad de Waseda, Japón - 1916. El béisbol gana los corazones de los japoneses y ayuda en la integración de las comunidades inmigrantes en Brasil. Patrimonio Cultural.

La influencia japonesa en el béisbol brasileño comenzó a partir de 1908, cuando el barco  Kasato Maru  trajo a los primeros inmigrantes japoneses. El primer equipo para la práctica del deporte fue traído por el Sr. Samejima en este viaje. El primer equipo de la colonia japonesa fue creado en 1918 por los japoneses Kenji Sassawara y se llamó Mikado. Sassawara jugó por primera vez para equipos norteamericanos hasta que el cónsul japonés, Sado Matsumura, lo animó a formar un equipo para la colonia.
El impacto de la llegada de inmigrantes japoneses fue grande, haciendo de los años 1925 a 1938 la primera "edad de oro" del béisbol nacional. Con el estallido de la Segunda Guerra Mundial y la prohibición de reuniones públicas y el uso del lenguaje y las costumbres por parte de inmigrantes de los países del Eje profascista, el béisbol tuvo un descanso hasta el 24 de septiembre de 1946 con la fundación de la Federación Paulista de Béisbol y Softbol.
En 1926, con la llegada de Isamu Yuba a Brasil, el béisbol se expande hacia el interior y otras ciudades del estado de São Paulo. Con eso se crearon ligas como Noroeste, Paulista y Sorocaba, unidas por el ferrocarril cafetero. Sin embargo, el béisbol se practicó hasta el inicio de la Segunda Guerra Mundial, tiempo durante el cual la práctica de deportes en el país estuvo estancada.

### Años 30 a 60: La Expansión al Interior de São Paulo
El primer campeonato se llevó a cabo en 1936, época en la que hubo una gran expansión de los japoneses en el campo, el Gran Torneo Nacional de Béisbol se realizó en la ciudad de São Paulo, con la participación de  Bastos  ,  Paraguaçu Paulista ,  São Paulo .... y  Tietê . El equipo de Colônia Aliança, que quedó fuera de la primera edición del torneo, participó en la segunda gracias a la adopción de un sistema de clasificatorios regionales que venía defendiendo desde antes. A partir de la tercera edición, el torneo pasó a ser financiado por Jornal Nippak. Con la recogida de entradas, el torneo llegó a la sexta edición, celebrada en 1941, año en el que con la entrada de Japón en la Segunda Guerra Mundial se cerraron las asociaciones japonesas, convirtiéndose en el último campeonato y juego oficial de béisbol de la preguerra.
Entre los clubes pioneros en São Paulo se encuentran: Coopercotia, São Paulo, Anhanguera, Gigantes, Ipiranga, Piratas, Osasco, Kodama y União Assahi (Santo André), seguidos de, Faísca, Ipiranga y Piratas (que jugaron con autorización para usar el escudo) del São Paulo Futebol Clube En el interior del estado, los pioneros fueron Aliança, Mirandópolis, Bastos, Paraguaçu Paulista, Tietê, Araçatuba, Junqueirópolis, seguidos de Pacaembu, Pereira Barreto, Getulina y Tupã. Curitiba, donde se formaron varios equipos.
Con el desarrollo del deporte, principalmente en el interior de São Paulo, donde los inmigrantes japoneses trabajaban en las granjas, se organizaron torneos. Estos equipos fueron la base para la fundación de una federación, liderada por el periodista de "A Gazeta Esportiva", Olimpio da Silva e Sá, su primer presidente y que estuvo al frente de la entidad durante 17 años.
Varios equipos, algunos apoyados por clubes tradicionales de la ciudad, como Espéria, propusieron la construcción del estadio municipal de béisbol Bom Retiro (Mie Nishi). El estadio fue el primer campo de béisbol construido por una administración pública en América Latina.
Entre las décadas de 1960 y 1970 visitaron el país selecciones de países como Japón, Estados Unidos, Italia, Panamá y Venezuela, que, impulsados por equipos semiprofesionales apoyados por empresas de origen japonés en Brasil, práctica de béisbol ampliada.

### 70 a 90: decadencia y soledad
La falta de cobertura mediática para considerar al béisbol como "un deporte de colonia" y la pérdida del patrocinio de equipos semiprofesionales a fines de la década de 1970 hasta la de 1990 (coincidiendo con la crisis económica del país) disminuyó el número de jugadores adultos en el deporte, que La falta de incentivos interrumpió las carreras como jugadores para trabajar. Otro gran problema que redujo la práctica del béisbol en el país fue la migración de "dekasseguis" (emigrantes brasileños descendientes de japoneses) a Japón en busca de mejores trabajos.

## Béisbol brasileño hoy: crecimiento y apertura

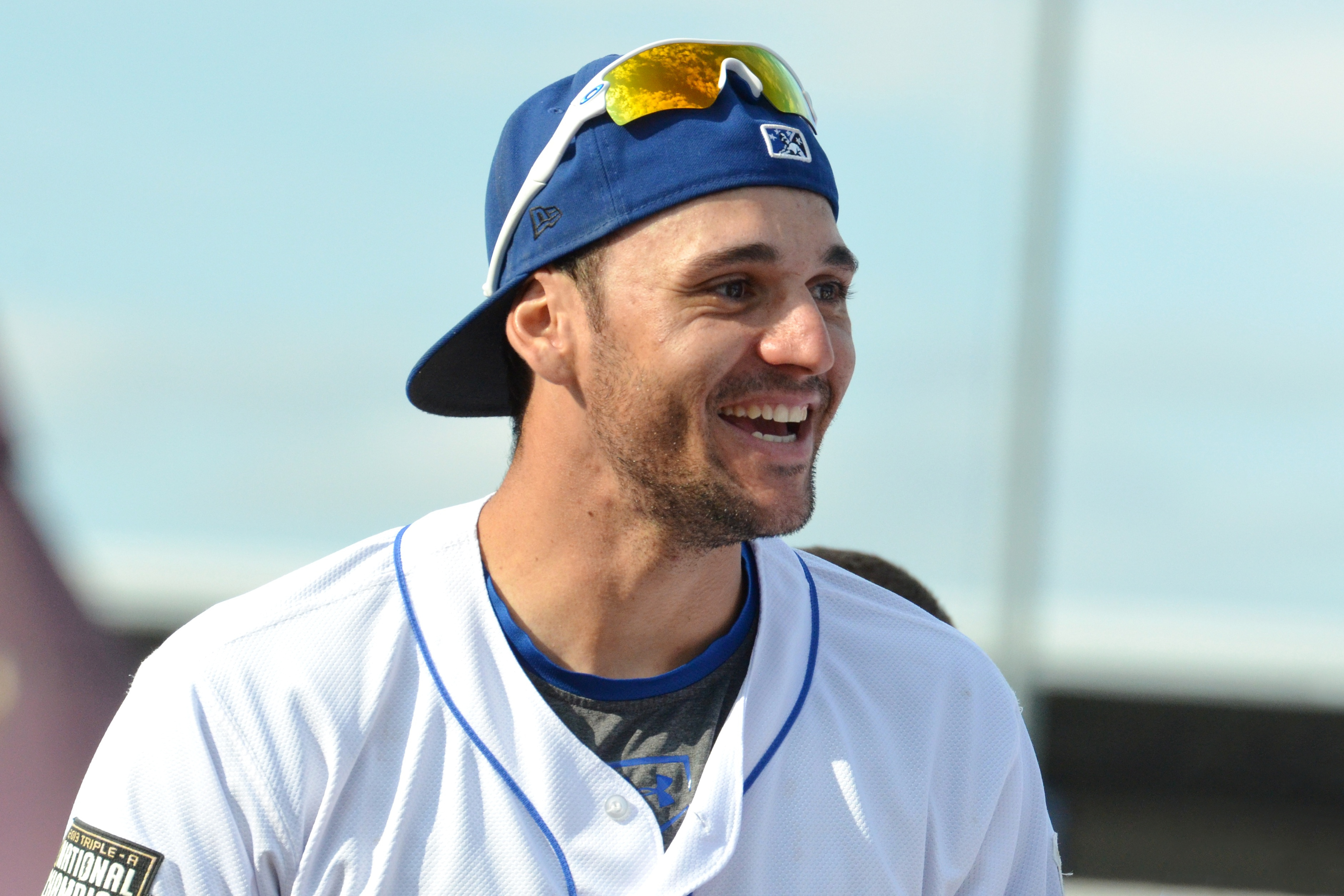
El defensor externo Paulo Orlando fue el primer brasileño en ser campeón de Serie Mundial por Kansas City Royals en 2015.

Hoy, ante un escenario muy favorable, el béisbol crece de manera vertiginosa en Brasil,
El receptor Yan Gomes fue el segundo brasileño en ser campeón de Serie Mundial por Nacionales de Washington en 2019.
Major League Baseball inició su inversión en Brasil, actuando anualmente en CT Yakult en Ibiúna el MLB Elite Camp.

### Brasileños en MLB y MiLB
Hoy Brasil tiene 4 jugadores en Major League Baseball (MLB) y 16 prospectos en Minor League Baseball (MiLB). Son ellos:
 'Liga Mayor de Béisbol:' 
 'Yan Gomes - Indios de Cleveland:'  En 2012 Yan Gomes se convirtió en el primer brasileño en jugar en la MLB para Toronto Blue Jays, jugando principalmente como jardinero interno (Infielder). Este hecho le valió un lugar en el Salón de la Fama del Béisbol en Cooperstown, Nueva York. Poco después, fue transferido a Cleveland Indians como Catcher, donde hoy es un ídolo de la afición y un jugador fundamental para el equipo. [
  'Paulo Orlando - Kansas City Royals:'   2015 marcó la llegada del Jardinero Externo (Jardinero) Paulo Orlando a la MLB jugando para Kansas City Royals procedente de la menor ligas, donde permaneció durante 10 años. Paulo se convirtió en el primer brasileño en ganar una Serie Mundial al ser campeón en el mismo año por el equipo para el que trabaja
  'Thyago Vieira - Medias Blancas de Chicago'   Viniendo de las categorías base de los Seattle Mariners, fue cambiado a las WS de Chicago. 2018 es tu primer año como titular. Lanzador más cercano, sus lanzamientos de bola rápida pueden alcanzar 100 mph.
  'Luiz Gohara - Bravos de Atlanta'   [: Viniendo de las categorías base de los Marineros de Seattle, fue cambiado a los Bravos de Atlanta. Como relevista, Gohara todavía lucha por mantener su posición en el equipo principal.
 'Ligas menores:' 
  'Andre Rienzo - Nuevo Laredo (Liga Mexicana):'   En 2013 Andre Rienzo se convirtió en el primer lanzador en iniciar un juego para Medias Blancas de Chicago, transferido en 2015 a Miami Marlins y luego a los Padres, donde se lesionó y se sometió a una cirugía de Tommy John. Hoy juega en la liga principal de México buscando regresar a Estados Unidos.
Leonardo Reginnato - Minesotta Twins - AAA: Leonardo está en la franquicia AAA y espera su ascenso a las Grandes Ligas.
'Bo Takahashi - D-Backs de Arizona - AA
' Eric Pardinho - Toronto Blue Jays - A Adv
Luiz Paz - Los Angeles Dodgers - A'  
Gabriel Maciel - D-Backs de Arizona - A'  
 ' 'Edilson Batista - Medias Rojas de Boston - A'  
  'Heitor Tokar - Houston Astros - DSL'  
  'Victor Mascai Coutinho - Houston Astros - DSL'  
  'Vitor Watanabe - Cerveceros de Milwaukee - DSL'  
  'Igor Kimura - Rays de Tampa Bay - DSL'  
  'Igor Januario - Seatte Mariners - DSL'  
  'Gunn Okamoto - Seattle Mariners - DSL'  
  'Arthur Sabino - Texas Rangers - DSL'  
  'Christian Pedrol - Seattle Mariners - DSL'  
  'Gabriel Barbosa - Colorado Rockies - DSL'  
  'Mateus Silva - Atléticos de Oakland - DSL'  